# Glauc (fill d'Hipòloc)
|  | Aquest article tracta sobre l'heroi lici. Vegeu-ne altres significats a «Glauc». |

D'acord amb la mitologia grega, Glauc (gren antic Γλαῦκος) fou un heroi lici, fill d'Hipòloc.
Anà a la guerra de Troia acompanyant el seu cosí Sarpèdon com a aliat de Príam. És famós pel seu enginy i el seu coratge. Durant els combats al voltant de la ciutadella, Glauc es trobà cara a cara amb Diomedes. Tots dos es van reconèixer, ja que les seves famílies estaven unides pels lligams de l'hospitalitat. Per part del seu pare, Hipòloc, era net de Bel·lerofont, i temps enrere, Eneu, avi de Diomedes, l'havia acollit al seu palau. Tots dos havien canviat, com era costum, els presents de l'hospitalitat. Davant les muralles de Troia els seus descendents van renovar l'intercanvi: Diomedes va donar a Glauc les seves armes de bronze i Glauc va oferir les seves, que eren d'or. Després, cadascú va tornar al seu lloc a la batalla. Glauc va realitzar diverses gestes. Quan Sarpèdon va caure ferit, Glauc el va ajudar, però Teucre s'hi va interposar i el va ferir, obligant-lo a abandonar el combat. En resposta a la seva pregària, Apol·lo el guareix i és a temps de recuperar el cos de Sarpèdon, però no pot evitar que els grecs li prenguin les armes al cadàver. Tot seguit s'uneix a Hèctor per tal de posseir el cadàver de Pàtrocle, que acaba de morir, però Àiax, el fill de Telamó, el va matar. Els vents, per ordre d'Apol·lo, van portar el seu cos a Lícia. Els reis de Lícia remuntaven el seu llinatge a aquest Glauc, net de Bel·lerofont.